# Покровська СЕС
Покровська сонячна електростанція — фотоелектрична сонячна електростанція розташована поблизу с. Покровське Нікопольського району та міста Покров на Дніпропетровщині. В лютому 2019 року компанія ДТЕК розпочала підготовку до будівництва. Проєктна потужність 240 МВт. Будувати станцію будуть українські підрядники, в цілому на час будівництва СЕС буде створено близько 1000 нових робочих місць. Покровська СЕС буде складатися з 874 тис. панелей, розміщених в Нікопольському районі Дніпропетровської області — на території колишнього кар'єру з видобутку марганцю.
Завдяки роботі цієї СЕС планується виробляти близько 400 млн кВт-г «зеленої» електроенергії, що дозволить скоротити викиди вуглекислого газу в атмосферу на 400 тис. т. Інвестиції в проєкт складуть близько 200 млн євро.
Генеральним підрядником будівництва підстанції обрана фірма Siemens, яка буде постачальником всього ключового обладнання (силових трансформаторів, розподільних пристроїв відкритого і закритого типу, системи релейного захисту та автоматики).
Сонячні панелі виробництва компанії Risen (КНР). Запущена в роботу 31 жовтня 2019.